# Arturo Lussich
Arturo Lussich Griffo (Montevideo, 6 de julio de 1872 - 22 de mayo de 1966) fue un médico y político uruguayo perteneciente al Partido Nacional.

## Trayectoria
Hijo del inmigrante croata Filip Lukšić (que castellanizaría su apellido a Lussich) y de la italiana Carmen Griffo. Hermano menor del naturalista Antonio Lussich. Casado con Elvira Moratorio Lerena.
Estudió medicina en la Universidad de la República. Pero ya desde sus épocas de estudiante, la política signa su actuar: suspende sus estudios en 1897 para participar en la Revolución de ese año junto a Aparicio Saravia. Posteriormente, en la revolución de 1904, ya graduado de médico, le correspondió asistir al moribundo Saravia.
Representando al Partido Nacional, es electo a la Cámara de Diputados por primera vez para el periodo 1905-1908. Volvería a ser electo de forma ininterrumpida entre 1917 y 1927.
En 1916-1917 participó en la Asamblea General Constituyente.
Integró en 1928 el Consejo Nacional de Administración.
En 1931, debido a tensiones internas con el caudillo Luis Alberto de Herrera, Lussich se separa; conjuntamente con Martín C. Martínez fundan el Partido Nacional Independiente, que permanecería separado del tronco blanco durante casi tres décadas.
Es electo diputado en 1943 por el Nacionalismo Independiente; siendo nombrado vicepresidente de la Cámara de Diputados.
Fue candidato a la Presidencia en varias ocasiones.
En 1963 se le confiere la membresía honoraria del Ateneo de Montevideo.